# Gosto adquirido
Um gosto adquirido é a apreciação por algo dificilmente apreciado por uma pessoa que não tenha tido exposição substancial a isso. No que se refere à comida e à bebida, isto ocorre em função de odores fortes ou pungentes, tais como o tofu fedido, gefilte fish, durio, hákarl, surströmming, ou certos tipos de queijo (tais como os queijos azuis); ou pelo sabor, como no caso das bebidas alcoólicas, vegemite, marmite, chás amargos, chocolate amargo ou meio amargo, sushi, etc.), ou pela aparência (como balut, etc). O gosto adquirido também pode ser referir ao gosto estético, como o gosto musical, ou em outras formas de arte.

## Aquisição

### Aquisição geral do gosto
O processo de aquisição do gosto pode envolver o desenvolvimento psicológico, genética (tanto pela sensibilidade ao gosto quanto pela personalidade), exemplo familiar e recompensa bioquímica proporcionada pelos alimentos. Os bebês nascem preferindo alimentos doces e rejeitando sabores azedos ou amargos, desenvolvendo preferência por alimentos salgados a partir dos quatro meses de idade. A neofobia (medo da novidade) tende a variar com a idade de formas previsíveis, mas não lineares. Os bebês que começam a comer alimentos sólidos geralmente aceitam uma grande variedade de alimentos, crianças pequenas e um pouco maiores em geral são relativamente neofóbicas em relação à comida e as crianças maiores, adultos e os idosos não raro aventuram-se por uma grande variedade de alimentos, com grande variedade de tipos de sabor. De forma ainda mais interessante, o trato de personalidade geral não necessariamente se correlaciona com a vontade de provar novos alimentos. O nível individual de aventura de quem prova novos alimentos pode explicar muito da variabilidade da preferência observada nos supertasters ("supersaboreadores"). Esses "supersaboreadores" são altamente sensíveis a sabores amargos, picantes e pungentes e alguns os evitam, provando apenas alimentos básicos, simples, ainda que alguns desses aventurem-se a provar sabores intensos e procurem por eles. Algumas substâncias químicas ou combinações de substâncias em alimentos provêm tanto sabor quanto efeitos benéficos à mente e ao corpo, que podem levar ao reforço, levando à construção de um gosto adquirido. Um estudo que investigou o efeito da adição de cafeína e teobromina (princípios ativos no chocolate) em oposição a um placebo, em bebidas provadas várias vezes por voluntários,  levando ao desenvolvimento de uma forte preferência pela bebida com os compostos.

### Aquisição intencional de sabores
Mudar intencionalmente os próprios gostos pode ser algo difícil de se realizar. Isso usualmente requer esforço deliberado, agindo como se gostasse daquilo de mosto a se obter as respostas e sensações que produzirão o sabor desejado. O desafio se torna um dos gostos adquiridos distintivos autênticos como resultado de mudanças de preferência profundamente consideradas a partir de outras, inautênticas, motivadas por status ou conformidade.